# 다후안 서머스

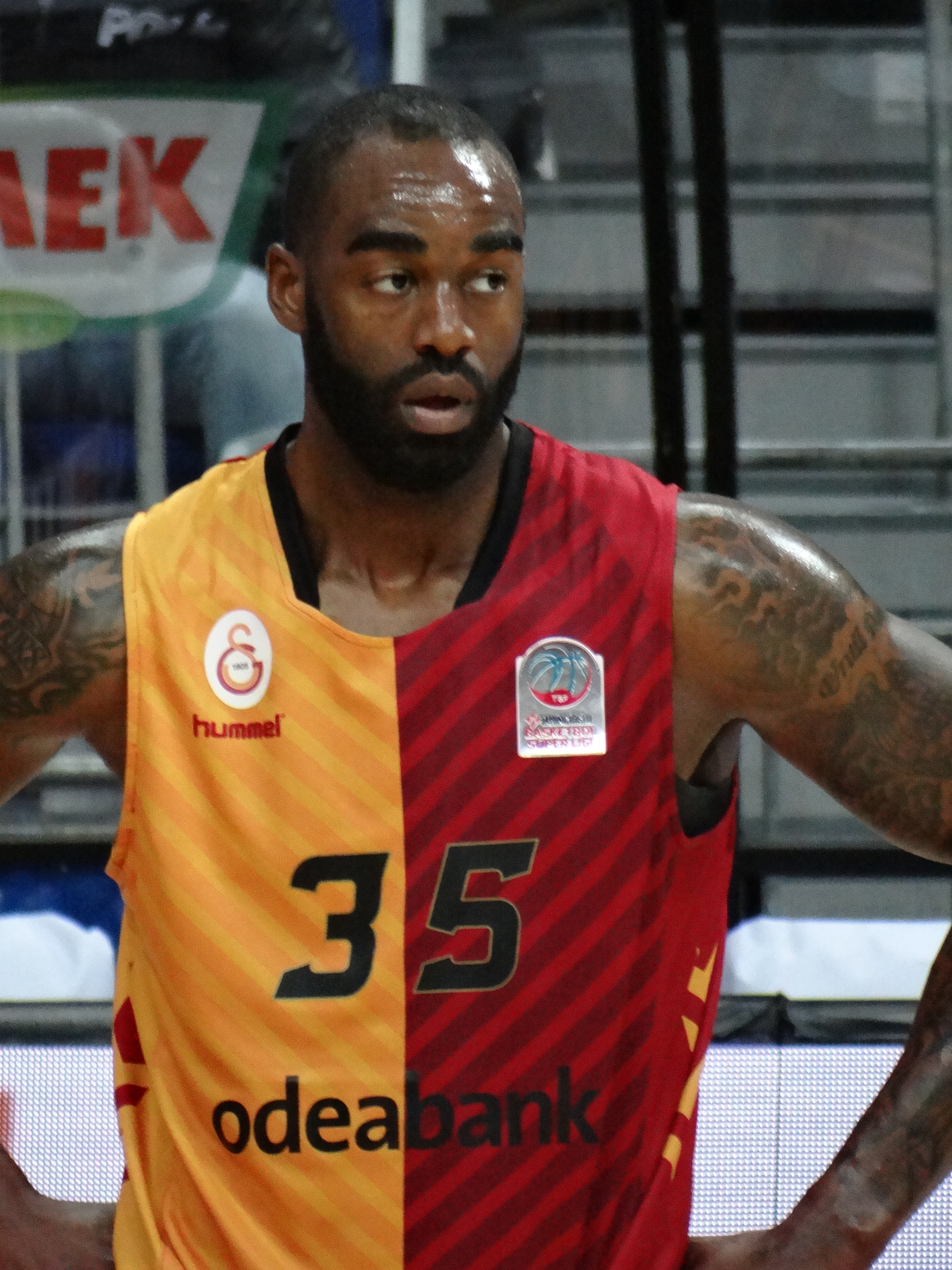

다후안 서머스(DaJuan Summers, 본명: 다후안 마이클 서머스, DaJuan Michael Summers, 1988년 1월 24일 ~ )는 한국 농구 연맹(KBL) 고양 소노 스카이거너스의 미국 프로 농구 선수이다. 조지타운 대학교에서 대학 농구를 했다. 2009년 NBA 드래프트에서 그는 전체 35순위로 디트로이트 피스톤스에 지명되었다.

## 대학 경력
조지타운의 신입 선수 시즌에 서머스는 2007 빅이스트 올 루키(Big East All-Rookie) 팀에 지명되었다. 37경기에서 그는 경기당 평균 9.2득점, 3.7리바운드, 1.1어시스트를 기록했다.
2학년 시즌에 그는 전국 농구 코치 협회(National Association of Basketball Coaches)에서 두 번째 팀 올 디스트릭트 4(All-District 4)로 선발되었다. 33경기에서 그는 경기당 평균 11.1득점, 5.4리바운드, 1.5어시스트를 기록했다.
주니어 시즌에 그는 31경기에 출전해 경기당 평균 13.6득점, 4.1리바운드, 1.3어시스트, 1.1스틸을 기록했다.
2009년 3월 30일, 그는 대학 자격 마지막 해를 앞두고 NBA 드래프트를 선언했다.